# OHSU Egészségügyi és Gyógyító Központ
Az Oregoni Egészségtudományi Egyetem Egészségügyi és Gyógyító Központja az Amerikai Egyesült Államok Oregon államának Portland városának South Waterfront városrészében található kórház. A 38 300 négyzetméteres létesítményt az egyetemmel a Portland Aerial Tram libegő köti össze.

## Története
A GBD Architects által tervezett és a Hoffman Construction Company által kivitelezett létesítmény építése 2003-tól 2006-ig tartott. A 140 millió dolláros beruházás keretében elkészült épület 2007 februárjában elnyerte a LEED platina fokozatú energiahatékonyságú minősítését.

## Felszereltsége
Az épület földszintjén optika, gyógyszertár és kávézó kapott helyet. Nyolc emeleten vizsgálók, műtők és képalkotó diagnosztikai rendelők vannak, három szinten a wellnessközpont kapott helyet, négy emeleten pedig oktató- és kutatólétesítmények vannak.

## Fordítás
- Ez a szócikk részben vagy egészben  az   OHSU Center for Health & Healing című angol Wikipédia-szócikk ezen változatának fordításán alapul.  Az eredeti cikk szerkesztőit annak laptörténete sorolja fel. Ez a jelzés csupán a megfogalmazás eredetét és a szerzői jogokat jelzi, nem szolgál a cikkben szereplő információk forrásmegjelöléseként.